# کارشتت
کارشتت (به آلمانی: Kahrstedt) یک منطقهٔ مسکونی در آلمان است که در کالبه (میلده) واقع شده‌است. کارشتت ۲۷۵ نفر جمعیت دارد.